# 聖米格爾德阿科區
聖米格爾德阿科區（西班牙語：Distrito de San Miguel de Aco），是秘魯的一個區，位於該國北部安卡什大區的卡爾瓦斯省，始建於1953年12月7日，面積133.89平方公里，海拔高度2,925米，2005年人口2,353，人口密度為每平方公里18人。